# Wedge Ridge
Wedge Ridge är en bergstopp i Antarktis. Den ligger i Östantarktis. Argentina och Storbritannien gör anspråk på området. Toppen på Wedge Ridge är 1 145 meter över havet.
Terrängen runt Wedge Ridge är huvudsakligen kuperad, men norrut är den platt. Trakten är obefolkad. Det finns inga samhällen i närheten. 